# Nelly Power
Nelly Power (Londres, 10 de abril de 1854-Islington, Londres, 19 de enero de 1887), fue una cantante, actriz e intérprete de music hall, burlesque y pantomima británica. Según el historiador teatral Matthew Neil, Power «fue una estrella femenina realmente importante en una profesión dominada por los hombres».

## Carrera
Power actuó en las salas de music hall ya a los 8 años de edad, y desarrolló un estilo cómico, que imitaba el de George Leybourne, que la hizo famosa con tan solo 15 años de edad y que le permitió conseguir papeles protagonistas en pantomimas. Hizo su primera aparición en los escenarios de Londres en 1868 en la pantomima Robinson Crusoe. Posteriormente actuó en el Vaudeville Theatre interpretando varias obras de burlesque. Después de un nuevo paso por la pantomima donde, por ejemplo, en 1881 tuvo el papel principal en Sindbad the Sailor, con Vesta Tilley como Capitán Tralala en el Teatro Drury Lane, alcanzó fama nacional en los salones de music hall con una actuación en el que caricaturizaba a los dandis con canciones cómicas como «La-di-la». Aunque es una de las canciones que dieron fama a Marie Lloyd, Power fue la cantante original de «The Boy I Love Is Up in the Gallery», que fue escrita para ella por el compositor George Ware en 1885.
Murió de pleuritis el 19 de enero de 1887, a los 32 años de edad. Su funeral congregó a entre tres y cuatro mil personas en el cementerio de Abney Park de Londres y una gran muchedumbre al comienzo de la procesión desde su casa. En 2017 se colocó una placa conmemorativa del English Heritage en su antiguo domicilio en el número 97 de Southgate Road, Islington, por la organización benéfica teatral The Music Hall Guild of Great Britain and America.